# Kati (Distrikt)
Kati ist ein Distrikt der tansanischen Region Unguja Kusini auf der Insel Unguja (Insel Sansibar) mit dem Verwaltungszentrum in Koani. Er grenzt im Norden an die Region Unguja Kaskazini, im Süden an den Distrikt Kusini und im Westen an die Region Unguja Mjini Magharibi. Im Osten und im Südwesten grenzt er an den Indischen Ozean.

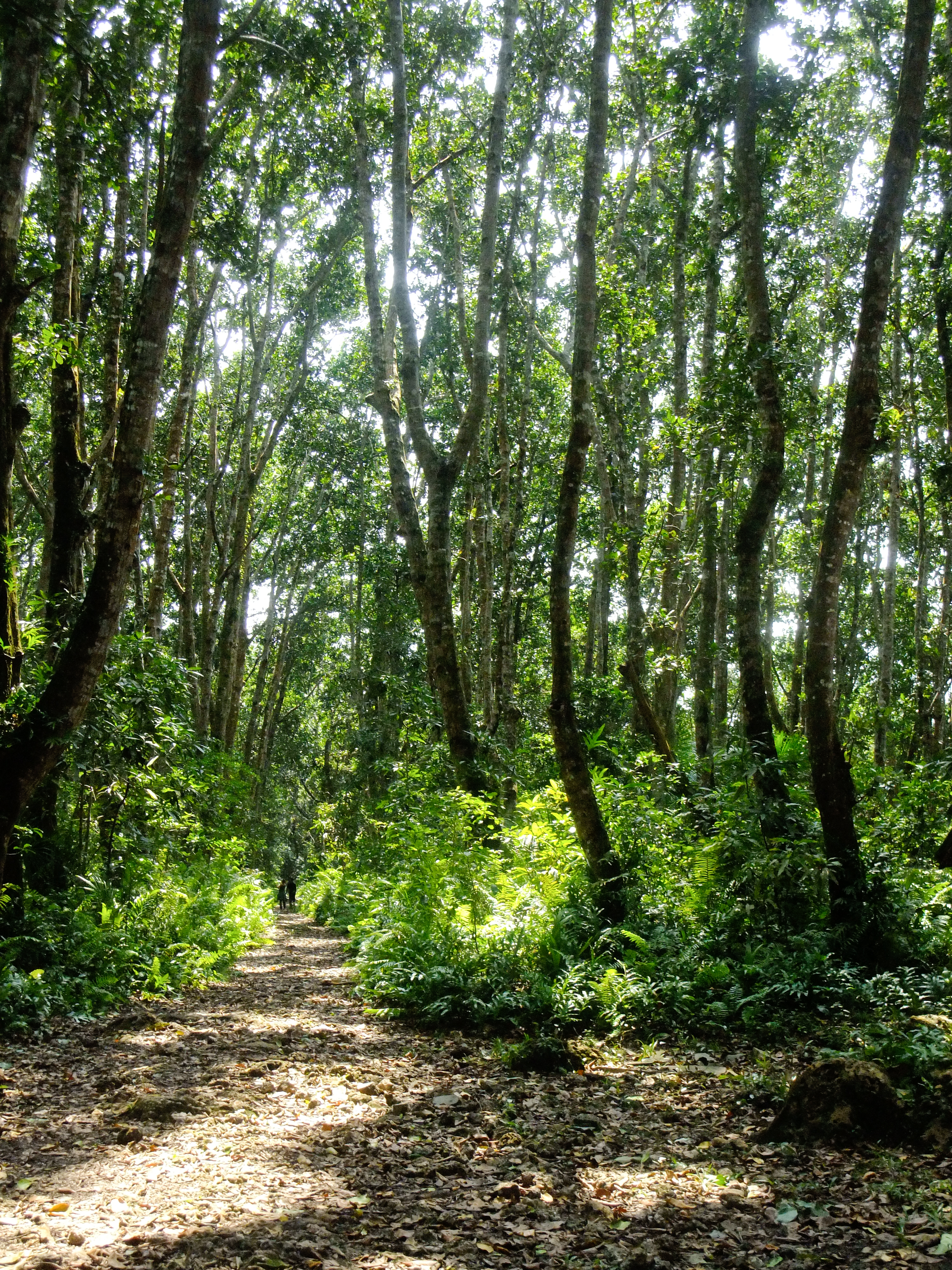
Der Joazani-Wald.

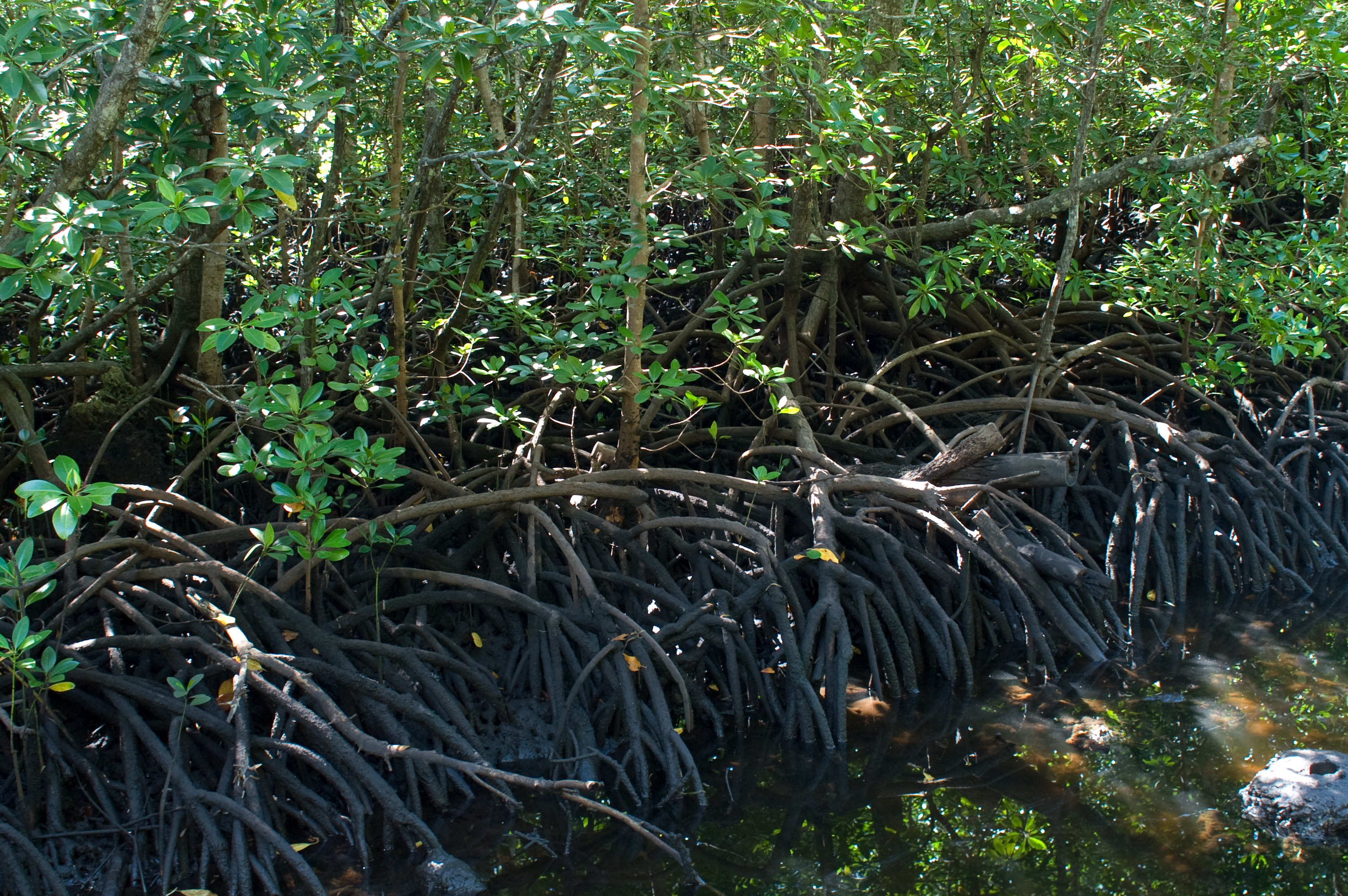
Mangroven-Wald.

## Geographie
Der Distrikt hat eine Größe von 453 Quadratkilometern und 132.717 Einwohner (Volkszählung 2022). Das Gebiet ist flach und umfasst das Land östlich der Stadt Sansibar, rund um die Chwaka-Bucht und nach Südwesten bis zur Halbinsel Uzi.
Das Klima im Distrikt ist tropisch, nach der effektiven Klimaklassifikation mit Aw bezeichnet. Im Jahresdurchschnitt regnet es fast 1500 Millimeter. Die größten Niederschlagsmengen fallen in den Monaten April und Mai mit jeweils über 300 Millimetern. Die trockenste Zeit sind die Monate August und September, in denen es weniger als 50 Millimeter regnet. Mit fast 30 Grad Celsius ist der März der wärmste Monat, im Juli ist es mit unter 26 Grad am kühlsten.

## Verwaltungsgliederung
Der Distrikt ist in 42 Gemeinden (Shehia) gegliedert:
- Bambi
- Binguni
- Bungi
- Charawe
- Cheju
- Chwaka
- Dunga Bweni
- Dunga Kiembeni
- Ghana
- Jendele
- Jumbi
- Kiboje Mkwajuni
- Kiboje Mwembeshauri
- Kidimni
- Kijibwemtu
- Kikungwi
- Koani
- Machui
- Marumbi
- Mchangani Shamba
- Mgeni Haji
- Mitakawani
- Miwani
- Mpapa
- Ndijani Mseweni
- Ndijani Mwembepunda
- Ng'ambwa
- Pagali
- Pete
- Pongwe
- Tindini
- Tunduni
- Tunguu
- Ubago
- Ukongoroni
- Umbuji
- Unguja Ukuu Kaebona
- Unguja Ukuu Kaepwani
- Uroa
- Uzi
- Uzini
- Zawiyani

## Bevölkerung
Die größte ethnische Gruppe sind die Hadimu, Shirazi und die Bantu. Die Einwohnerzahl stieg von 45.252 im Jahr 1988 über 62.391 bei der Volkszählung 2002 auf 76.346 im Jahr 2012. In diesem Jahr sprachen über sechzig Prozent Englisch und Swahili, zwanzig Prozent Swahili, etwa 16 Prozent waren Analphabeten. Im Jahr 2022 lebten 132.717 Menschen in 30.570 Haushalten.

## Einrichtungen und Dienstleistungen
- Bildung: Von den fast 14.000 Kindern zwischen 7 und 13 Jahren besuchten im Jahr 2006 über 10.000 eine öffentliche und 210 eine private Schule. Von den 14- bis 16-Jährigen besuchten drei Viertel eine weiterführende Schule.[8]
- Gesundheit: Es gibt kein Krankenhaus im Distrikt. Vier Gesundheitszentren und 21 Apotheken versorgen die Bevölkerung medizinisch (Stand 2019).[9] Im Jahr 2015 hatte Kati mit 0,85 Prozent die höchste antenatale HIV-Rate aller Distrikte in Sansibar.[10]

| - Landwirtschaft: Von den rund 16.700 Haushalten beschäftigten sich 13.100 mit Landwirtschaft, auf dem Land lag der Anteil über 98 Prozent. Die wichtigste Feldfrucht war Maniok. Auf über 1000 Hektar wurde Gemüse angebaut. Die wichtigsten Sorten im Jahr 2018 waren Tomaten (300 ha), Auberginen (180 ha) und Okra (120 ha). Fast 10.000 Haushalte besaßen Nutztiere, es wurden vor allem Hühner, Rinder und Ziegen gehalten (Stand 2012). - Fischerei: Der Ertrag der Fischerei lag bei 1100 Tonnen im Jahr 2006 und bei 1600 Tonnen 2010. Er stieg auf 2600 Tonnen im Jahr 2017 und auf 2800 Tonnen im Jahr 2018. - Fremdenverkehr: Kati hat schöne Sandstrände mit gut ausgebauter Infrastruktur. | Hier fehlt eine Grafik, die leider im Moment aus technischen Gründen nicht angezeigt werden kann. Wir arbeiten daran! |

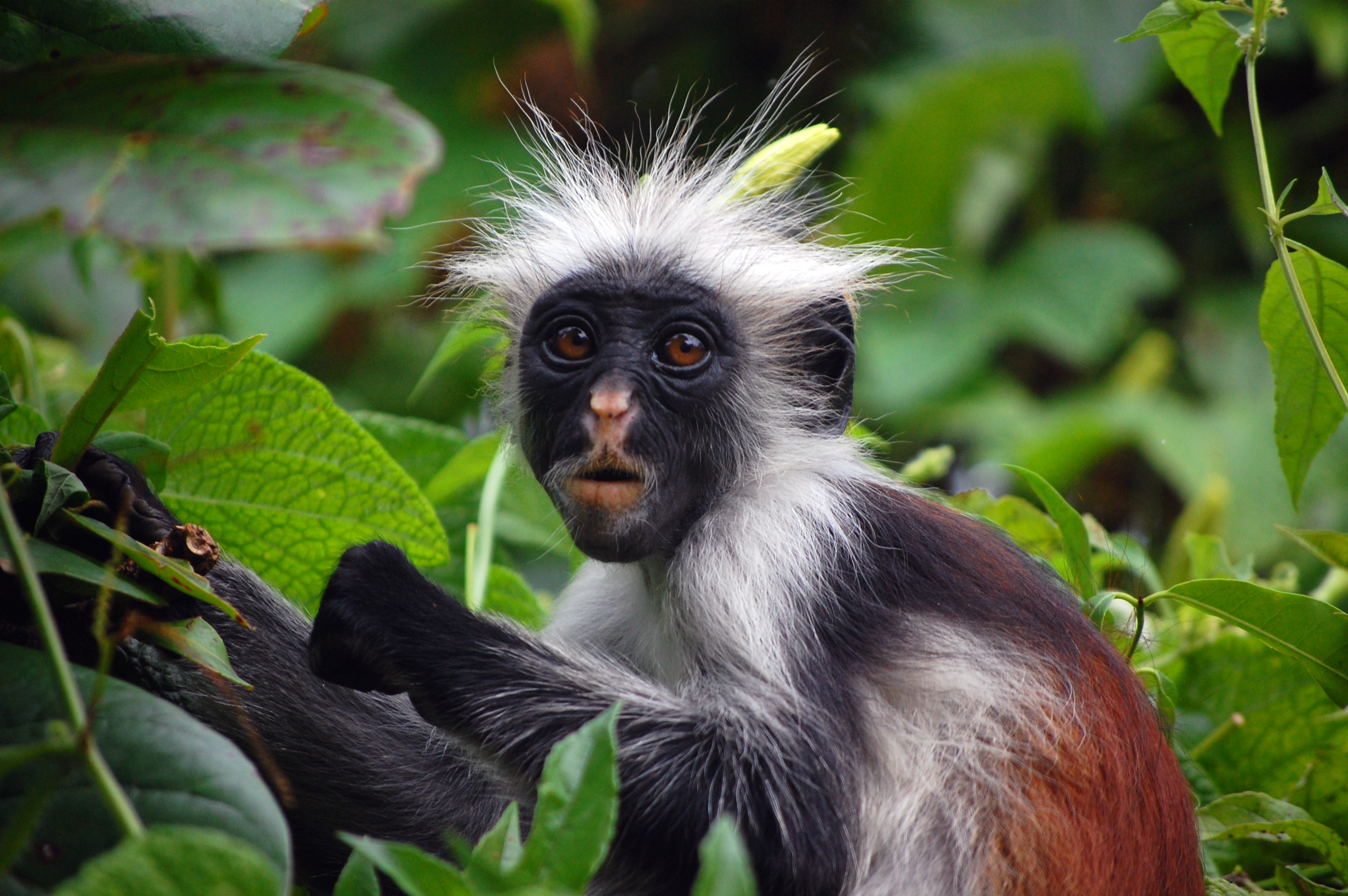
Ein Roter Colobus-Affe (Piliocolobus kirkii) im Jozani-Chwake-Biosphärenreservat.

- Jozani-Chwaka-Biosphärenreservat: Das Gebiet umfasst Tropen- und Mangrovenwälder sowie Korallenriffe in der Bucht von Chwaka. Neben den Roten Colobus-Affen findet man 168 Vogelarten und fast 300 Pflanzenarten, von denen 21 gefährdet sind.[16][5]